# Alan Snow
Pour les articles homonymes, voir Snow.
Alan Snow, né en 1959, est un auteur et illustrateur anglais. Il a réalisé notamment Les Chroniques de Pont-aux-Rats (Here Be Monsters).
Il a illustré de nombreux ouvrages de littérature d'enfance et de jeunesse comme La Vérité sur les chats (The Truth about Cats) ou La Vérité vraie sur le Père Noël (How Santa Really Works). Il écrit ensuite son premier livre, Les Chroniques de Pont-aux-Rats, dont le premier tome, Au bonheur des monstres, paru chez Fernand Nathan, entre dans la liste des Meilleurs livres de l'année 2008.
En 1994, il obtient la "Mention" Premio Grafico Fiera di Bologna per l'Infanzia de  la Foire du livre de jeunesse de Bologne (Italie) pour  How dogs really work! (Petit manuel pratique du chien).